# Chesterfield Inlet
La comunità di Chesterfield Inlet (Inuktitut: Igluligaarjuk; ᐃᒡᓗᓕᒑᕐᔪᒃ) è un centro Inuit situato nella costa occidentale della Baia di Hudson, nella Regione di Kivalliq del Nunavut, in Canada, allo sbocco della piccola baia di Chesterfield Inlet.

## Nome
Igluligaarjuk è il termine Inuktitut che indica "luogo con poche case", e questa è la più antica comunità di tutto il Nunavut.

## Altro
La comunità mantiene rapporti con l'esterno grazie all'aeroporto locale e grazie al servizio annuale di cargo.
Secondo il censimento del 2016, la popolazione era di 437 abitanti. Le persone Inuit provenienti da Chesterfield Inlet sono chiamati anche Qaernermiut, mentre in passato erano noti anche come Kenepitic, Kenepetu o Kenepitu.